# Gare de Bigny
Gare de Bigny – stacja kolejowa w Vallenay, w departamencie Cher, w Regionie Centralnym-Dolinie Loary, we Francji. Jest zarządzana przez SNCF (budynek dworca) i przez RFF (infrastruktura).
Została otwarta w 1861 przez Compagnie du chemin de fer de Paris à Orléans (PO). Stacja jest obsługiwana przez pociągi TER Centre.

## Położenie
Stacja znajduje się na linii Bourges – Miécaze, w km 264,067, pomiędzy stacjami Châteauneuf-sur-Cher i Saint-Amand-Montrond - Orval, na wysokości 149 m n.p.m.

## Linie kolejowe
- Bourges – Miécaze